# Клайв Грейнджер
Сер Клайв Вільям Джон Грейнджер (англ. Sir Clive William John Granger; 4 вересня 1934, Свонсі — 27 травня 2009, Ла-Хойя) — англійський економіст, лауреат Нобелівської премії з економіки (2003) «за розробку методів аналізу економічних часових рядів з загальними трендами».

## Життєпис
Навчався в Ноттінгемському університеті.
1974 року в співавторстві з Полом Ньюболдом опублікував статтю, в якій описувалася ідея нового концепту коінтеграції.
Професор Каліфорнійського університету в Сан-Дієго.